# 크리스토포로 란디노

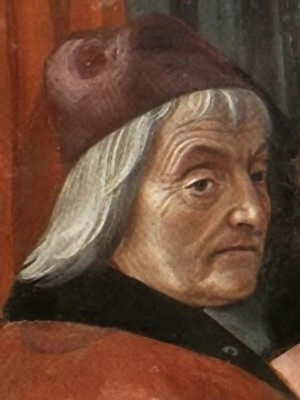
피렌체 산타 마리아 노벨라 성당의 토르나부오니 예배당에 있는 르네상스 시기 화가 도메니코 기를란다요가 그린 천장화에서의 크리스토포로 란디노.

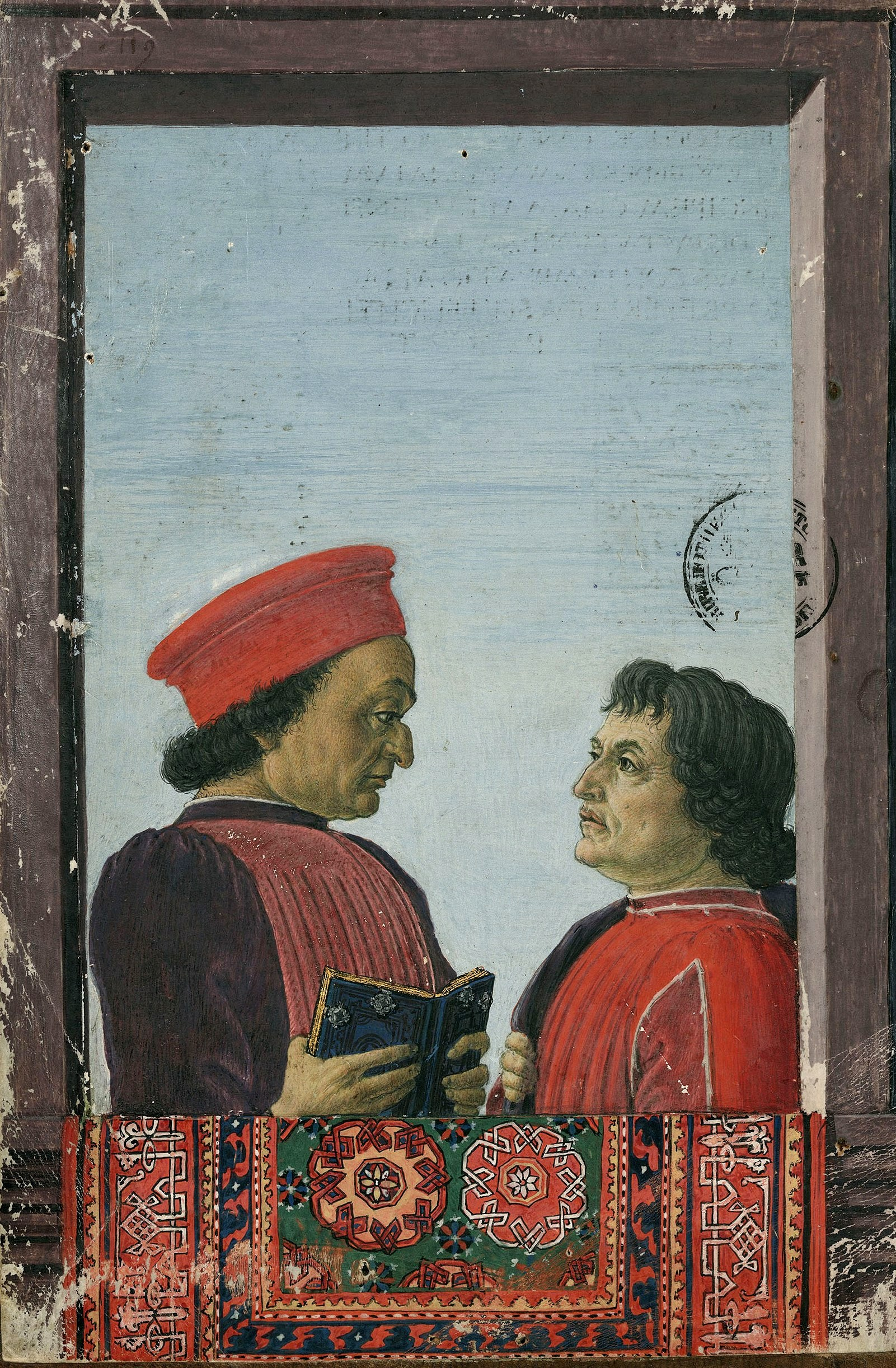
1460년경 산드로 보티첼리가 그린 페데리코 몬테펠트로와 인문주의 작가 크리스토포 란디노 (오른쪽).

크리스토포로 란디노(Cristoforo Landino, 1424년 – 1498년 9월 24일)는 이탈리아의 르네상스 인문주의자이자 피렌체 르네상스 주요 인물 중 한 명이다.

## 생애
카센티노에 중심을 둔 가문 출신의 란디노는 1424년 피렌체에서 태어났다. 그는 법과 그리스어를 교육 받았다 (게오르기오스 트라페준티오스에게서). 아버지의 뜻에 반해 그는 법 관련 경력에서 벗어나 대신에 철학을 공부하기로 결정했고, 이 결정은 피에로 디 코시모 데 메디치라는 후원자가 없었다면 불가능 했었을 것이다. 란디노의 아내 루크레치아는 알베르티 가문 출신이다.
1458년 란디노는 크리스토포로 마르수피니가 있던 피렌체 아틀리에에서의 수사학과 시 관련 자리를 대신했다. 조금 더 유명한 교사를 찾고있던 그의 제자들은 처음에는 란디노의 부임에 반대했지만 그는 그럼에도 잔류했고 피렌체 문화인이자 지식인으로서 중요한 일부가 되었다.
란디노는 피렌체에 마르실리오 피치노가 세운 플라톤 아카메디의 회원이기도 했다. 그는 로렌초 데 메디치와 그의 동생 줄리아노의 개인 교사이기도 했다. 란디노는 또한 구엘프 세력 대표로서 첫 공직 자리를 가지기도 했고 (1467년), 이후 시뇨리아를 위한 공개 항의서 저술가가 되기도 하였다.
란디노는 메디치 가에게서 선물로 받은 보르고알라콜린나 (Borgo alla Collina)의 저택에서 1498년에 사망했다.

## 저서

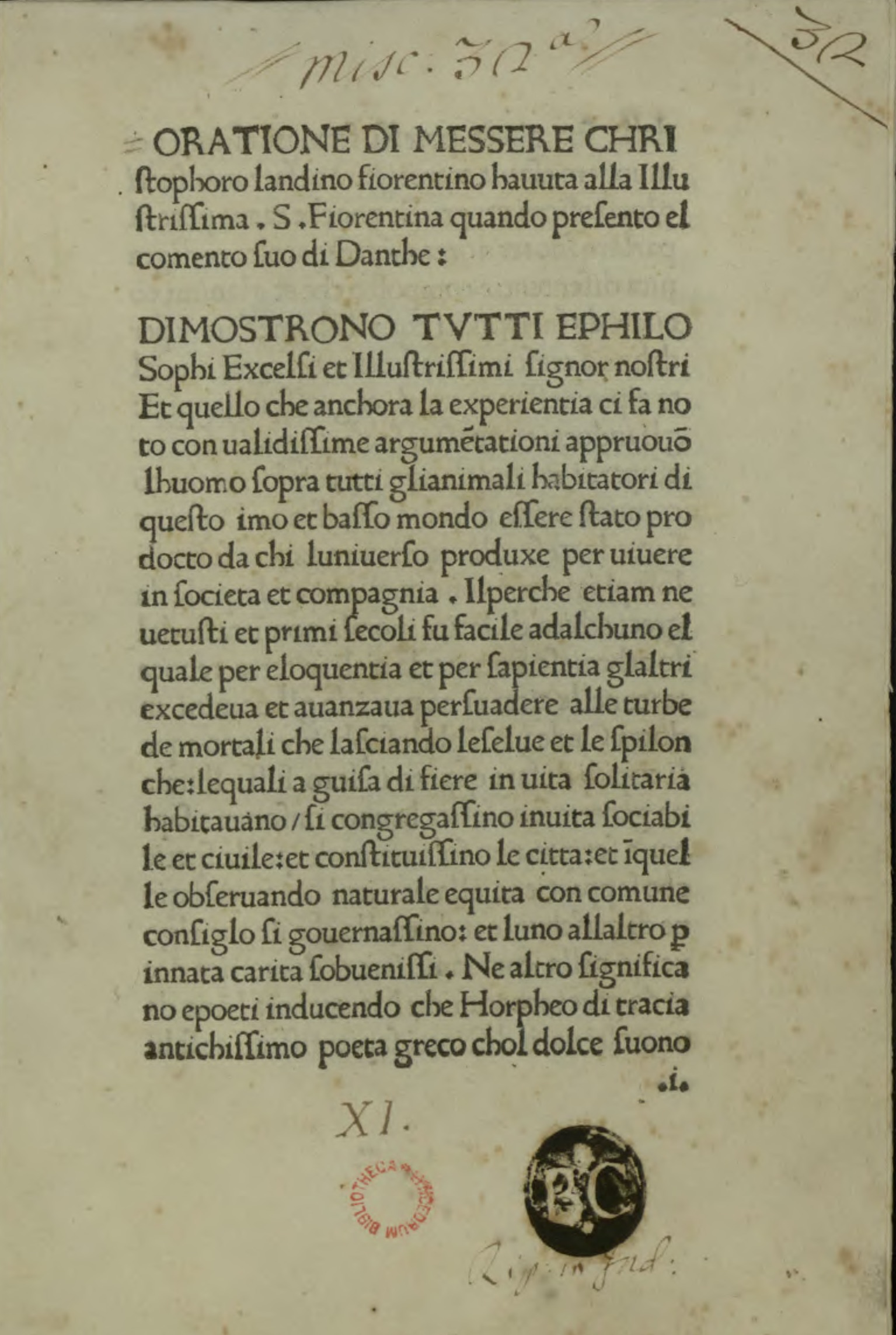
Orazione alla Signoria fiorentina

란디노는 다작 작가였다. 그는 이탈리아어 사용 옹호자이기도 했다.
그는 철학적 대화를 주제로 한 세 개의 저서를 썼다: 《De anima》 (1453년), 《De vera nobilitate》 (1469년), 《Disputationes Camaldulenses》 ( 1474년 경). 《Disputationes》에서 몇몇 인문주의자의 활동 공로와 관조적 삶들을 비교하였다.
레이디 "Xandra"라는 이름으로 란디노는 세 권의 라틴어 시집을 출판하기도 했다. 그 책들은 1458년 피에도 데 메디치에게 헌정되었다. 그는 또한 많은 문서들과 연설 준비를 하였는데, 그것들은 그가 사망한지 오랜 뒤에 베네치아에서 이탈리아어로 출판되었다 (1561).
란디노는 르네상스에서 특히 중요했던 《아이네이스》 (1478년)와 《신곡》 (1481년)에 대한 논평을 하기도 했다. 이탈리아어 사람을 증진시키기 위해, 란디노는 페트라르카에 대한 강의 수업을 만들었고 대 플리니우스의 《박물지》 (1476년)와 조반니 시모네타의 라틴어로 작성된 프란체스코 스포르차의 일생 (1490년)을 번역하고 출판하였다. 그의 문하생 중에는 역사가 안드레아 캄비니가 있다.

## 편집본
- Chatfield, Mary P. (trans.). Cristoforo Landino: Poems (Cambridge, Mass.; London,: Harvard University Press, 2008) (The I Tatti Renaissance library, 35).
- Formulario de Epistole Vulgar Missiue & Responsiue & Altri Fiori de Ornati par Lamenti / Composta per Bartolomeo Miniatore ... From the Collections at the Library of Congress

## 같이 보기
- 폴리치아노
- 마르실리오 피치노